# Bão Talim (2023)
Talim (tên tiếng Anh: Severe Tropical Storm Talim [tạm dịch là bão nhiệt đới dữ dội Talim], Việt Nam gọi là bão số 1) là một cơn bão mạnh trên biển Đông, ảnh hưởng đến Philippines, Việt Nam và Trung Quốc. Đây là cơn bão thứ tư được đặt tên trong mùa bão Tây Bắc Thái Bình Dương 2023 và là cơn bão đầu tiên trên biển Đông trong năm. Talim hình thành từ hình thái áp thấp gió mùa yếu ở phía Đông Philippines trước khi trở thành bão nhiệt đới khi vượt qua đảo Luzon và vào vùng biển phía Đông Bắc Biển Đông. Cơn bão đổ bộ vào Trung Quốc 2 lần, trong đó lần đầu tiên vào thành phố Trạm Giang nằm trên bán đảo Lôi Châu thuộc tỉnh Quảng Đông (Trung Quốc) với sức gió cấp 13 theo ước tính của khí tượng Trung Quốc. Bão nhanh chóng suy yếu khi di chuyển sâu trên đất liền và tan vào ngày 18 tháng 7. Về thiệt hại do ảnh hưởng của bão, có tổng cộng 3 người chết (1 người ở Việt Nam do ảnh hưởng gián tiếp và 2 người ở Philippines). Tổng thiệt hại tài sản do bão là 364 triệu USD ở cả 3 quốc gia bị ảnh hưởng.

## Lịch sử khí tượng
Vào ngày 12 tháng 7, Trung tâm Cảnh báo Bão Liên hợp (JTWC) bắt đầu theo dõi một rãnh gió mùa yếu cách Manila 298 hải lý (552 km) về phía Đông và di chuyển về phía Bắc Luzon. Cục Khí tượng Nhật Bản (JMA) sau đó đã công nhận vùng áp thấp đó là áp thấp nhiệt đới lúc 12:00 UTC ngày 13 tháng 7. PAGASA sau đó đặt tên cho hệ thống này là Dodong vì áp thấp nhiệt đới nằm trong vùng giám sát của Philippines (PAR).  Áp thấp nhiệt đới sau đó đổ bộ lần đầu tiên vào Dinapigue (tỉnh Isabela) thuộc đảo Luzon vào rạng sáng ngày 14 tháng 7 theo giờ địa phương. Sau khi hệ thống vượt qua đảo Luzon thì JTWC sau đó cũng công nhận áp thấp đó là áp thấp nhiệt đới, và gán cho số hiệu là 04W. Vào lúc 00:00 UTC ngày 15, Trung tâm Khí tượng Quốc gia Trung Quốc (NMC) cho rằng áp thấp nhiệt đới đã mạnh lên thành bão với sức gió cấp 8. JTWC cũng nhận định rằng áp thấp nhiệt đới đã mạnh lên thành bão cũng vào thời điểm đó. Hệ thống nhìn chung có xu hướng di chuyển về phía Tây Tây Bắc, men theo rìa áp cao cận nhiệt đới. Vào thời điểm 06:00 UTC, trước khi ra khỏi vùng PAR, JMA và Trung tâm Dự báo Khí tượng Thuỷ văn Quốc gia (NCHMF) sau đó cho rằng áp thấp mạnh lên thành bão nhiệt đới và JMA đặt tên cho hệ thống là Talim, đây cũng là tên quốc tế của bão. NCHMF gọi đây là bão số 1.  Hệ thống này có trung tâm hoàn lưu mực thấp (LLCC) rộng với đối lưu sâu tồn tại ở vùng ngoại vi phía Tây và phía Nam. Talim tiếp tục mạnh lên ở Biển Đông, và JTWC cho rằng Talim đã mạnh lên thành bão cấp 1 theo thang bão Saffir–Simpson vào lúc 18:00 UTC ngày 16 khi nó di chuyển về phía Tây trong môi trường thuận lợi với dòng phân kì hướng xích đạo và nhiệt độ nước biển trên bề mặt nước biển ấm, bù đắp cho gió đứt mạnh gây bất lợi cho sự mạnh lên của bão. JTWC cho rằng Talim đạt sức gió cực đại là 85 kt (155 km/h) tương đương bão (cuồng phong) cấp 2 khi bão ở vùng biển Bắc Biển Đông, phía Nam tỉnh Quảng Đông (Trung Quốc). Khi bão ở trên vùng biển gần bờ biển tỉnh Quảng Đông, SAR (một vệ tinh radar khẩu độ tổng hợp của NOAA) ghi nhận sức gió duy trì 1 phút là 93 kt (172 km/h). NMC và NCHMF cho rằng bão mạnh từ cấp 12 trở lên (tức là từ 118 km/h trở lên). Nhưng JMA lại cho rằng tốc độ gió của bão khi mạnh nhất chỉ là 60 kt (110 km/h). Talim đổ bộ lần thứ hai vào Trạm Giang thuộc tỉnh Quảng Đông lúc 22:20 CST ngày 17 tháng 7 với sức gió duy trì 135 km/h (38 m/s, cấp 13) vào ngày 17 tháng 7. Talim sau đó tiếp tục đổ bộ lần thứ 3 vào thành phố Bắc Hải với sức gió cấp 10 vào ngày 18. Khi di chuyển sâu hơn vào đất liền, Talim suy yếu và tan dần. Ngay sau khi đổ bộ vào Bắc Hải, JTWC đã phát tin cuối cùng về bão trước khi nó tan hoàn toàn vào ngày hôm sau.
Đánh giá lại cường độ sau mùa bão 2023, JTWC đánh giá bão đạt đỉnh với cường độ 80 kt (150 km/h), tương đương bão cấp 1.

## Ảnh hưởng của bão

### Philippines
Bão Talim đã làm gió mùa Tây Nam hoạt động mạnh trên khắp Philippines và mang theo lượng mưa lớn và gió giật trên khắp quốc gia khi nó đến gần đảo Luzon. Khi Talim đổ bộ vào Isabela, PAGASA đã phát tín hiệu cảnh báo bão nhiệt đới số 1 cho nhiều khu vực ở Luzon. Học sinh ở các lớp học ở ba thành phố và ở Cagayan được cho nghỉ học khi cơn bão đi qua Luzon. Gió giật mạnh 65 km/h (cấp 8) đã được ghi nhận tại Basco (tỉnh Batanes). Nhiều nơi đã ghi nhận lượng mưa đáng kể trên 100 mm, lượng mưa trên 300 mm ghi nhận ở các tỉnh Zambales và Bataan. Tính từ ngày 13 đến ngày 15 tháng 7, tổng lượng mưa cao nhất ghi nhận được là 594,3 mm tại Iba (tỉnh Zambales). Thiệt hại về nông nghiệp được NDRRMC ước tính là ₱199 triệu, với thiệt hại về cơ sở hạ tầng ước tính là ₱100 triệu. NDRRMC ước tính tổng thiệt hại tài sản ít nhất là ₱299 triệu (5,75 triệu USD) do Talim. Nhìn chung, cơn bão đã khiến 2 người thiệt mạng tại Philippines.

### Trung Quốc

Hình ảnh vệ tinh vòng lặp bão Talim trong quá trình ảnh hưởng và đổ bộ vào Trung Quốc

#### Công tác phòng chống
Cục Khí tượng Trung Quốc (CMA) đã phát cảnh báo bão màu cam vì dự báo cho thấy cơn bão sẽ mang theo gió giật và mưa lớn đến một số vùng ở miền Nam Trung Quốc. Dự báo cho thấy tổng lượng mưa do bão có thể lên tới 250–300 mm ở các khu vực của đảo Hải Nam, miền Nam Quảng Đông và phía Đông Nam tỉnh Quảng Tây. Do ảnh hưởng của bão, sở giao dịch Hồng Kông ngừng giao dịch vào ngày 17 tháng 7. Các chuyến phà qua eo biển Quỳnh Châu đã tạm dừng khai thác vào ngày 16 tháng 7. Vào ngày 17 tháng 7, lúc 00:40 UTC, Đài Thiên văn Hồng Kông (HKO) đã đưa ra cảnh báo Tín hiệu số 8 khi Talim tiếp cận thành phố và bắt đầu gây gió mạnh. Trước khi cơn bão đổ bộ, tại Quảng Đông chính quyền cho biết hơn 66.000 tàu thuyền vào cảng đã thực hiện biện pháp phòng chống bão, hơn 200.000 người đã được di dời vào sâu trong đất liền. Sân bay Kim Loan Châu Hải ở Quảng Đông đã hủy 43 chuyến bay đến và 36 chuyến bay đi. Cấp độ báo động khẩn cấp do bão tại Quảng Đông là cấp II, riêng tại Trạm Giang đã nâng cấp độ ứng phó bão lên cấp I vào sáng ngày 17. Trên đảo Hải Nam, các chuyến tàu hoả đã được cho tạm dừng khai thác và các trường học, cửa hàng và nhiều cơ sở giải trí đã bị đóng cửa do người dân địa phương được khuyến cáo nên ở nhà trong thời gian bão gây ra tác động. Sân bay quốc tế Mỹ Lan Hải Khẩu và sân bay Bác Ngao Quỳnh Hải đã hủy tất cả các chuyến bay. Đường sắt cao tốc và tàu ngoại ô ở Hải Nam cũng đã được cho tạm dừng khai thác. Đài Khí tượng Khu tự trị Dân tộc Tráng Quảng Tây đã nâng cấp độ ứng phó bão lên cấp II từ mức cấp III vào tối ngày 17. Theo Đài Truyền hình Trung ương Trung Quốc (CCTV) thì nhìn chung các lớp học, hoạt động lao động, chuyến bay và hoạt động kinh doanh được cho tạm nghỉ để phòng tránh ảnh hưởng của bão.

#### Tác động gió mạnh và mưa lớn
Ảnh hưởng của bão tại đất liền và vùng biển gần bờ tỉnh Quảng Đông, khu vực phía Bắc Biển Đông bao gồm vùng biển phía Nam tỉnh Quảng Đông và vùng đất liền ven biển bao gồm bán đảo Lôi Châu nhìn chung phổ biến có gió mạnh từ cấp 10 đến cấp 14 và gió giật từ cấp 12 đến cấp 16. Một trạm quan trắc khí tượng ở trấn Bác Hạ thuộc quận Điện Bạch, thành phố Mậu Danh, tỉnh Quảng Đông nằm trên đất liền ở ven biển Đông quan trắc được tốc độ gió trung bình cao nhất là 146 km/h, gió giật mạnh nhất 192 km/h (gió cấp 13 giật cấp 16). Ngoài ra, trạm khí tượng tại đảo Phóng Kê cũng thuộc quận Điện Bạch quan trắc được sức gió duy trì cao nhất là 170 km/h, gió giật cao nhất 195 km/h (gió cấp 15 giật cấp 16) và trạm khí tượng đảo Thượng Xuyên (Đài Sơn, Giang Môn) cao 260 m so với mực nước biển ghi nhận sức gió duy trì 150 km/h, gió giật 186 km/h (gió cấp 14 giật cấp 16). Tại Trạm Giang, gió giật phổ biến ghi nhận được đạt cấp 10-12, gió giật đạt 138 km/h (cấp 13) tại trấn Vương Thôn Cảng (Ngô Xuyên). Dữ liệu đường đi và cường độ bão đã hiệu chỉnh Cục Khí tượng Trung Quốc (CMA) ghi nhận cường độ gió lúc bão mạnh nhất là 40 m/s (145 km/h, cấp 13). Một số nơi ở phía Tây Quảng Đông và phía Nam đồng bằng Châu Giang có mưa lớn. Theo số liệu quan trắc từ 20 giờ ngày 15 đến 8 giờ ngày 18 tháng 7, lượng mưa tích lũy trung bình ghi nhận tại Quảng Đông là 73 mm, có 477 địa điểm có tổng lượng mưa từ 100–300 mm và một số nơi có tổng lượng mưa trên 300 mm.
Tại Quảng Tây nhiều nơi cũng ghi nhận gió mạnh và mưa to. Nhiều địa điểm ghi nhận gió giật mạnh từ cấp 8 trở lên, một số nơi ở phía Đông Nam có gió giật cấp 12-13, cao nhất lên tới 141 km/h (cấp 13) được ghi nhận tại Phù Long (Phòng Thành, Phòng Thành Cảng). Về lượng mưa, có 12 thị trấn thuộc 4 huyện hoặc thành phố cấp địa khu ghi nhận tổng lượng mưa vượt 250 mm, cao nhất là 379,3 mm tại một địa điểm thuộc thành phố Ngọc Lâm (cấp địa khu).
Trên đất liền đảo Hải Nam, gió giật phổ biến là từ cấp 7 đến cấp 9, gió giật mạnh nhất là 96 km/h (cấp 10) ghi nhận tại một trấn thuộc huyện Trừng Mại. Lượng mưa ghi nhận từ tối ngày 15 tháng 7 đến chiều ngày 18 tháng 7 nhiều nơi vượt 100 mm, có nơi vượt trên 200 mm. Những nơi mưa to nhất tập trung chủ yếu ở phía Bắc và phía Tây hòn đảo.
Ngoài ra tại Hồng Kông nhiều trạm ghi nhận gió mạnh, tín hiệu bão số 8 cũng đã được ban hành tại Hồng Kông. Ngong Ping (vùng cao nguyên) là nơi ghi nhận gió duy trì mạnh nhất tại Hồng Kông, với tốc độ gió duy trì trong 60 phút tối đa là 107 km/h (cấp 11), giật tới 140 km/h (cấp 13). Đại Mạo Sơn cũng ghi nhận gió duy trì 60 phút tối đa 92 km/h (cấp 10), giật tối đa lên tới 143 km/h (cấp 13).

#### Thiệt hại kinh tế và thương vong do bão
Tổng thiệt hại tài sản do ảnh hưởng của bão Talim lên tới 2,61 tỷ Nhân dân tệ (358 triệu USD). Tại Hồng Kông ghi nhận có 9 người bị thương do ảnh hưởng của bão theo Cơ quan Quản lí Bệnh viện Hồng Kông. Một người ở Mậu Danh (Quảng Đông) bị thương nặng do hàng rào sắt bị gió thổi bay trúng người.

### Việt Nam
Trung tâm Dự báo Khí tượng Thủy văn Quốc gia đã phát "tin bão khẩn cấp" khi bão ở vùng biển phía Bắc Biển Đông và dự báo bão sẽ gây ra gió mạnh tại nhiều nơi ở vùng ven biển miền Bắc, dự báo một số nơi tại Bắc Bộ có gió mạnh từ cấp 8 trở lên và lượng mưa do bão phổ biến 200–400 mm, có nơi cao hơn 500 mm. Một chuyên gia thuộc Trung tâm Dự báo KTTV cho biết bão số 1 có thể là cơn bão mạnh nhất ảnh hưởng đến Bắc Bộ trong vài năm gần đây. Thủ tướng Chính phủ đã ban hành công điện gửi nhiều tỉnh thành về việc tập trung ứng phó bão số 1. Tuy nhiên bão đã không đổ bộ vào đất liền Việt Nam mà đổ bộ vào phía Nam Quảng Tây và suy yếu dần. Tác động gió mạnh và mưa không lớn như dự báo ban đầu. Do ảnh hưởng của hoàn lưu bão số 1 tại Việt Nam, tại đảo Bạch Long Vĩ (Hải Phòng), Hòn Dáu (Hải Phòng) và Mẫu Sơn (Lạng Sơn) ghi nhận gió mạnh cấp 6-7, giật cấp 9-10; Đầm Hà (Quảng Ninh) ghi nhận gió mạnh cấp 6, giật cấp 7; Cửa Ông và Móng Cái (Quảng Ninh), Phù Liễn (Hải Phòng) gió giật mạnh cấp 6; Cô Tô (Quảng Ninh) gió giật mạnh cấp 7. Tại Việt Nam, bão Talim làm 214 vị trí ven sông bị sạt lở (dài gần 5 km), gần 2 km bờ bao bị vỡ, 132 căn nhà và 3 trại giống bị sập và gây thiệt hại kinh tế hơn 20,7 tỷ đồng. Bão làm một du khách tử vong do ảnh hưởng gián tiếp của bão gây ra dông lốc làm sập mái che.